# Bernard Blanchet
Bernard Blanchet (Saint-Mars-la-Jaille, 1º dicembre 1943) è un ex calciatore francese, di ruolo attaccante.

## Carriera
Con il Nantes vinse per 3 volte il campionato francese (1966, 1970, 1973).
Con i suoi 113 gol in partite ufficiali è il miglior marcatore della storia del Nantes.

## Palmarès

### Club

#### Competizioni nazionali
- Campionato francese: 3

Nantes:1964-1965, 1965-1966, 1972-1973
- Coppa di Lega francese: 1

Nantes: 1964-1965
- Supercoppa francese: 1

Nantes: 1965